# Kościół artykularny w Istebném
Kościół artykularny w Istebném – drewniana świątynia ewangelicka w miejscowości Istebné, w północnej Słowacji. 
Jeden z 38 kościołów artykularnych wzniesionych na terenie dawnych Węgier przez protestantów na mocy 26 artykułu sejmu w Sopronie w 1681 i jeden z 5 tego rodzaju kościołów zachowanych na terenie dzisiejszej Słowacji.

## Historia
W 1686 powstała mała drewniana kaplica, którą znacznie powiększono w 1730 i przybrała obecną bryłę kościoła na planie wydłużonego krzyża greckiego. Remontowany w 1871, 1985 i 1990. W latach 90. XX w. skradziono cenne rzeźby.

## Architektura i wyposażenie
Jest to budowla drewniana konstrukcji zrębowej, orientowana, na planie krzyża. Zamknięte prostokątnie prezbiterium i szersza od niego duża kwadratowa nawa. Przy nawie kruchta. Dach jednokalenicowy, kryty gontem, tworzący wokół świątyni wydatny okap.
Wewnątrz belkowy strop płaski, wielokrotnie wymieniany. Cenna polichromia z XVIII w., ze scenami Ukrzyżowania, postaciami Marcina Lutra i kobiety z krzyżem, główkami Serafinów. Empory organowe mają kształt litery U, z organami z 1768. Nie zachowały się, nowe organy sprowadzone do kościoła w 1931. Liczne herby szlacheckie na ołtarzu, ambonie i ścianach kościoła.  
Ważniejsze wyposażenie kościoła:
- barokowy ołtarz główny z końca XVII w.,
- chrzcielnica kamienna, z drewnianą pokrywą z rzeźbami: Chrystusa i Świętego Jana Chrzciciela,
- osobliwy drewniany kielich, który ma przypominać dawne czasy, kiedy ludność orawska była biedna, ale bogata w ducha,
- ambona, w stylu florenckim, polichromowana z rzeźbami czterech Ewangelistów i Michała Archanioła[1][2].

## Otoczenie
Obok drewniana dzwonnica z 1731, z dzwonem z 1696. U dołu murowana, z dużą drewnianą izbicą, zwieńczona dachem namiotowym z wieżyczką. W otoczeniu plebania murowana z 1837.

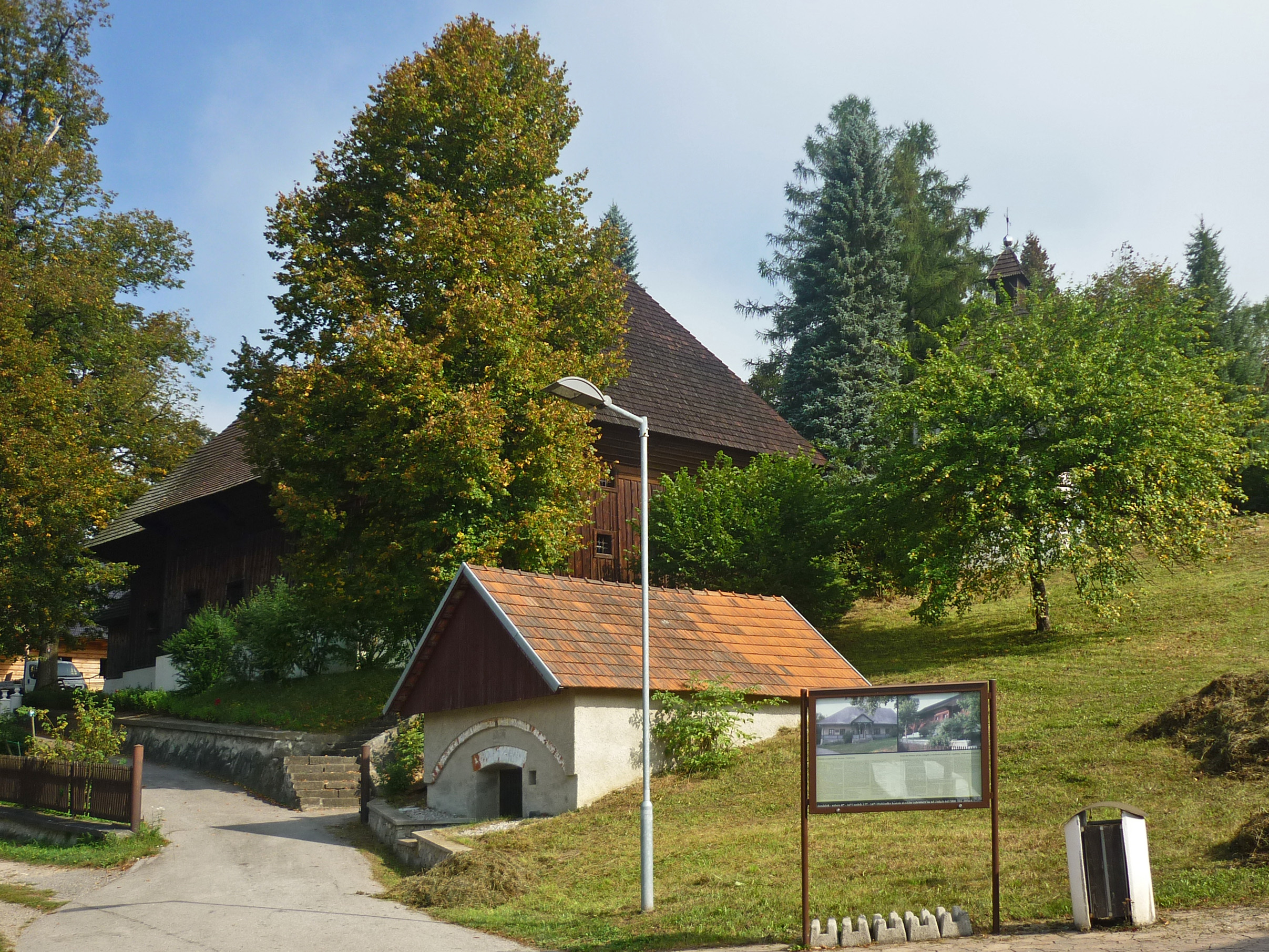
Widok ogólny
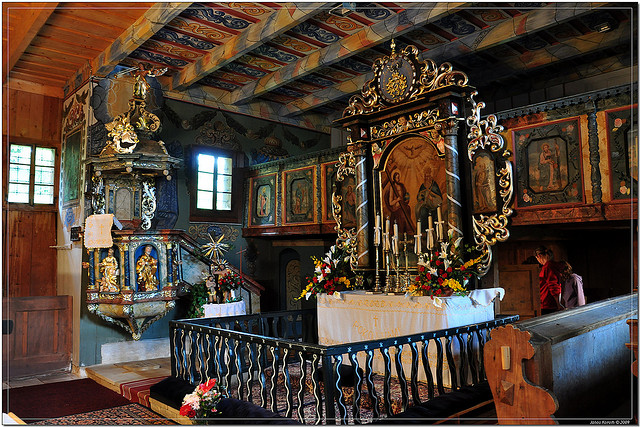
Wnętrze
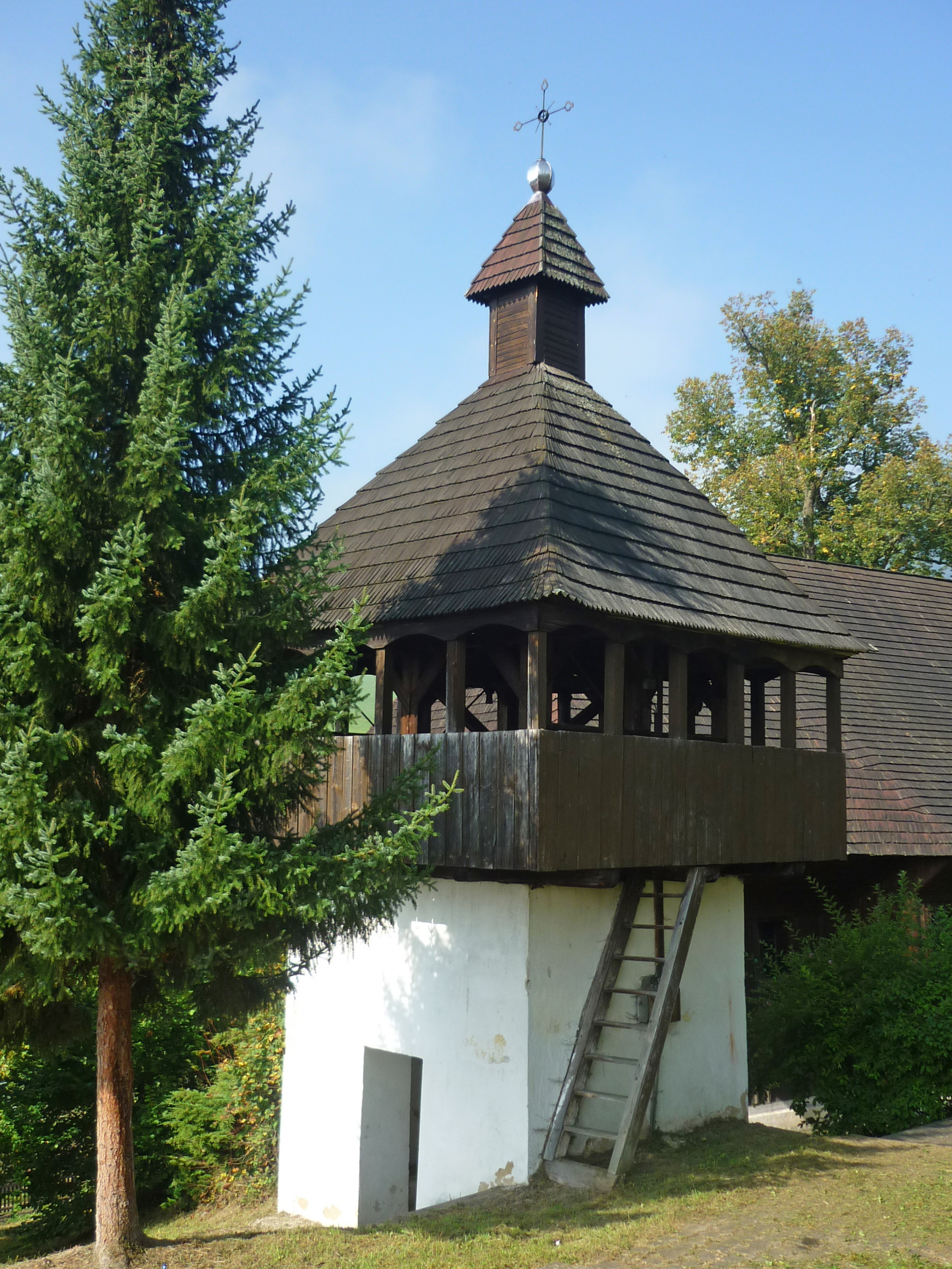
Dzwonnica